# 外中
- 如果想表示中国江门市的一所完全中学，请见「外海中学 」。

外中，是臺灣彰化縣福興鄉的一個傳統地域名稱，位於該鄉東南部。相較於今日行政區，其範圍大致包括外中村、元中村。

## 歷史
台灣清治末期至日治初期，外中地區為一街庄，稱為「外中庄」，隸屬於馬芝堡。該庄北與外埔庄，東北與埔姜崙庄為鄰，東與三汴頭庄為鄰，南邊隔員林大排與廍仔庄、瓦磘庄為界，西邊為番社庄。
1901年（日治明治三十四年）11月，該庄隸屬於彰化廳。1909年（明治四十二年）10月，改隸屬於臺中廳。1920年（大正九年），該庄改制為「外中」大字，隸屬於臺中州彰化郡福興庄。
戰後福興庄改制為福興鄉，隸屬於彰化縣，大字亦改制為村。

## 交通
縣道144號是福興至員林林厝的道路，主要為員林大排兩岸平面道路，大致以橫向經過外中地區南部邊界地帶，往西轉西北可前往鹿港南郊、福興，往東轉東南可前往員林，最終止於縣道137號路口。
省道台76線即「東西向快速公路－漢寶草屯線」，是埔鹽至草屯的高架快速道路，西部路段與縣道144號併行於員林大排側而架於其上方，其西側出入口即在本地區東南部邊界處。由該道路往東轉東南可前往員林，續行可至中興系統交流道接國道3號。
縣道144甲線（番花路二段～一段）是福興番社至花壇赤塗崎的道路，大致以橫向經過本地區中北部，往西可前往番社旁的員林大排接縣道144號本線，往東可前往花壇車站前接省道台1線，亦可續行至赤塗崎接縣道137號。